# Liste der Biografien/Martin
Liste der Biografien |
Portal Biografien |
Personensuche
# |
A |
B |
C |
D |
E |
F |
G |
H |
I |
J |
K |
L |
M |
N |
O |
P |
Q |
R |
S |
T |
U |
V |
W |
X |
Y |
Z |
?
 
Ma |
Mb |
Mc |
Md |
Me |
Mf |
Mg |
Mh |
Mi |
Mj |
Mk |
Ml |
Mm |
Mn |
Mo |
Mp |
Mq |
Mr |
Ms |
Mt |
Mu |
Mv |
Mw |
Mx |
My |
Mz
 
Maa |
Mab |
Mac |
Mad |
Mae |
Maf |
Mag |
Mah |
Mai |
Maj |
Mak |
Mal |
Mam |
Man |
Mao |
Map |
Maq |
Mar |
Mas |
Mat |
Mau |
Mav |
Maw |
Max |
May |
Maz
 
Mara |
Marb |
Marc |
Mard |
Mare |
Marf |
Marg |
Marh |
Mari |
Marj |
Mark |
Marl |
Marm |
Marn |
Maro |
Marp |
Marq |
Marr |
Mars |
Mart |
Maru |
Marv |
Marw |
Marx |
Mary |
Marz
 
Marta |
Marte |
Marth |
Marti |
Martj |
Martl |
Martm |
Martn |
Marto |
Martr |
Marts |
Martt |
Martu |
Martw |
Marty |
Martz
 
Martia |
Martic |
Martie |
Martig |
Martik |
Martil |
Martim |
Martin |
Martir |
Martis |
Martit |
Martiu |
Martiv
 
Martin, A |
Martin, B |
Martin, C |
Martin, D |
Martin, E |
Martin, F |
Martin, G |
Martin, H |
Martin, I |
Martin, J |
Martin, K |
Martin, L |
Martin, M |
Martin, N |
Martin, O |
Martin, P |
Martin, Q |
Martin, R |
Martin, S |
Martin, T |
Martin, U |
Martin, V |
Martin, W |
Martin, Z |
Martina |
Martinb |
Martinc |
Martind |
Martine |
Marting |
Martinh |
Martini |
Martinj |
Martink |
Martino |
Martinp |
Martins |
Martinu |
Martiny |
Martinz
Die Liste der Biografien führt alle Personen auf, die in der deutschsprachigen Wikipedia einen Artikel haben. Dieses ist eine Teilliste mit 96 Einträgen von Personen, deren Namen mit den Buchstaben „Martin“ beginnt.

## Martin
- Martin († 1494), Abt des Benediktinerklosters in Münsterschwarzach (1465 oder 1466–1494)

### Martin A
- Martín Artajo, Alberto (1905–1979), spanischer Politiker

### Martin B
- Martín Botet, Alberto (* 2001), spanischer Handballspieler

### Martin C
- Martín Caminero, Pablo (* 1974), spanischer Jazzmusiker (Kontrabass, Komposition)
- Martín Cedres, Ambrosio José (* 1968), spanischer Handballspieler und -trainer
- Martín Croxatto, Fernando (* 1956), argentinischer Geistlicher, römisch-katholischer Bischof von Neuquén

### Martin D
- Martín de Herrera y de la Iglesia, José María (1835–1922), spanischer Geistlicher, Erzbischof von Santiago de Compostela
- Martin de León († 1203), spanischer katholischer Priester und Augustiner-Chorherr
- Martín de Villa, Javier (* 1981), spanischer Skibergsteiger
- Martín del Campo, Gabriel, mexikanischer Fußballspieler
- Martín Descalzo, José Luis (1930–1991), spanischer Priester, Dichter, Journalist und Übersetzer
- Martin du Gard, Jean-Paul (1927–2017), französischer Sprinter
- Martin du Gard, Roger (1881–1958), französischer SchriftstellerRoger Martin du Gard (1881–1958)

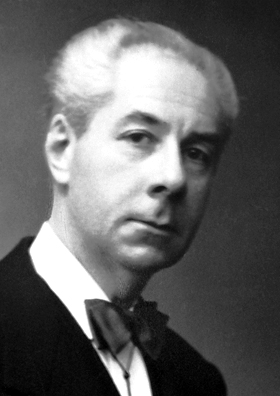
Roger Martin du Gard (1881–1958)

- Martin du Tyrac, Lodoïs de, Comte de Marcellus (1795–1861), französischer Diplomat und Gräzist
- Martín Duque, Miguel Ángel (* 2007), spanischer Handballspieler

### Martin F
- Martín Fajardo, Carlos (1914–2008), kolumbianischer Dichter, Romanist und Hispanist, der in den Niederlanden wirkte

### Martin G
- Martín Gaite, Carmen (1925–2000), spanische Schriftstellerin, Übersetzerin, Drehbuchautorin und Journalistin
- Martín García, Luis (1846–1906), spanischer Theologe, Generaloberer der Societas Jesu (Jesuiten)
- Martín Garzo, Gustavo (* 1948), spanischer Prosaschriftsteller und Essayist
- Martín Goñi, Alberto (* 1970), spanischer Handballspieler
- Martín González, Ángel (* 1953), spanischer Schachspieler
- Martín Gutiérrez, Armando (* 1954), spanischer römisch-katholischer Ordensgeistlicher, Bischof von Bacabal

### Martin H
- Martin Hasson, Kim (* 1986), schwedische Eishockeytorhüterin
- Martin Hermannsson (* 1994), isländischer Basketballspieler
- Martín Huerta, Ramón (1957–2005), mexikanischer Politiker

### Martin I
- Martin I. (591–655), Papst (649–653)
- Martin I. (1356–1410), König von Aragón, König von SizilienMartin I. (1356–1410)

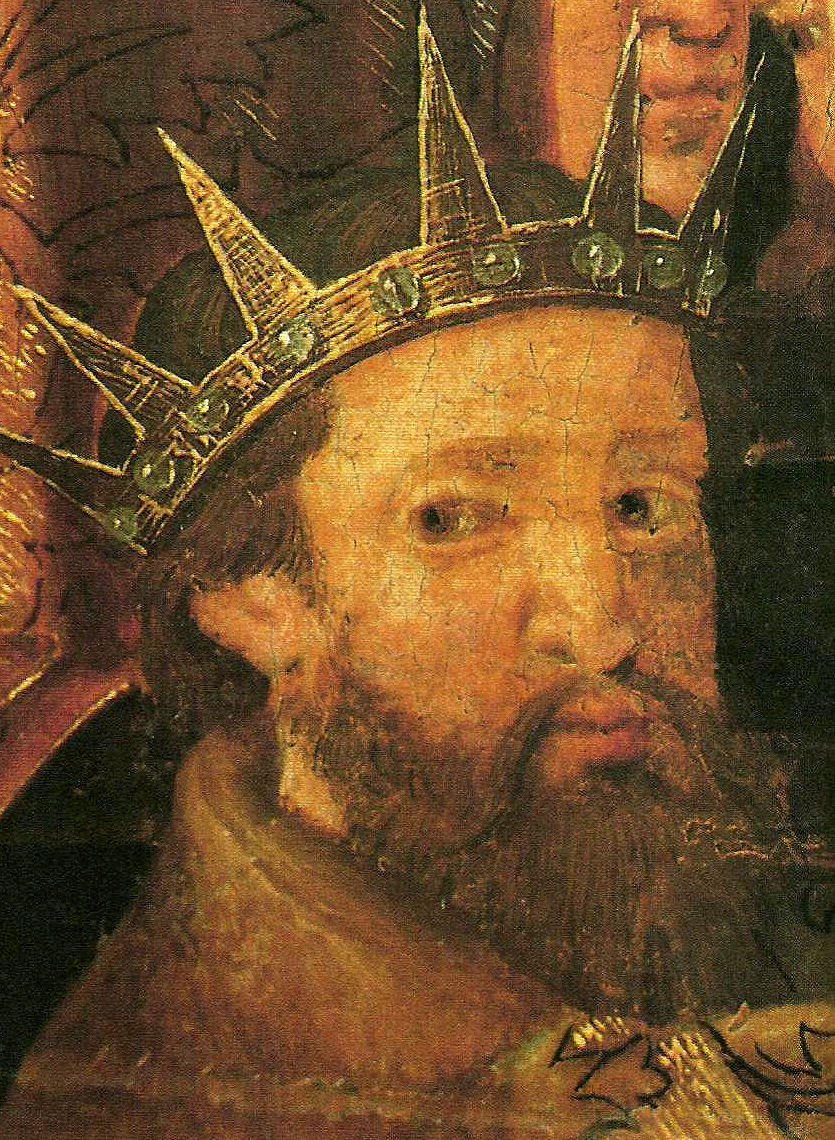
Martin I. (1356–1410)

- Martin I. (1376–1409), König von Sizilien
- Martin II. von Polheim († 1498), kaiserlicher Rat
- Martin IV. († 1285), französischer Geistlicher, Papst (1281–1285)

### Martin J
- Martín Jiménez, Esteban (1937–1995), spanischer Radrennfahrer
- Martín Jones, Pablo (* 1980), spanischer Jazz- und Weltmusiker (Perkussion) und Komponist

### Martin L
- Martin Le Franc († 1461), französischer Geistlicher und Autor
- Martín Lozano, David (* 1977), spanischer Wasserballspieler und -trainer
- Martín Luengo, Josefa (1944–2009), spanische anarchistische Pädagogin

### Martin M
- Martín Menis, Adán (1943–2010), spanischer Politiker
- Martín Muñoz, Vicente (* 1969), spanischer römisch-katholischer Geistlicher, Weihbischof in Madrid

### Martin N
- Martín Navarro, Enrique (1924–2016), spanischer Fußballspieler und Fußballtrainer

### Martin O
- Martin of Pattishall († 1229), englischer Richter

### Martin P
- Martín Patino, Basilio (1930–2017), spanischer Filmregisseur, Drehbuchautor, Schauspieler, Filmproduzent und Filmautor
- Martín Patino, José María (1925–2015), spanischer Geistlicher
- Martín Perdiguero, Miguel Ángel (* 1972), spanischer Radrennfahrer
- Martín Prieto, Miguel Ángel (* 1970), spanischer Beachvolleyballspieler

### Martin R
- Martín Rábago, José Guadalupe (* 1935), mexikanischer Geistlicher und römisch-katholischer Erzbischof von León
- Martín Rodrigo, Inés (* 1983), spanische Journalistin und Schriftstellerin

### Martin S
- Martín Sánchez, Javier (* 1975), andorranischer Fußballspieler

### Martin T
- Martin Truchsess von Wetzhausen († 1489), Hochmeister des Deutschen Ordens

### Martin V
- Martin V. (1368–1431), Papst (1417–1431)Martin V. (1368–1431)

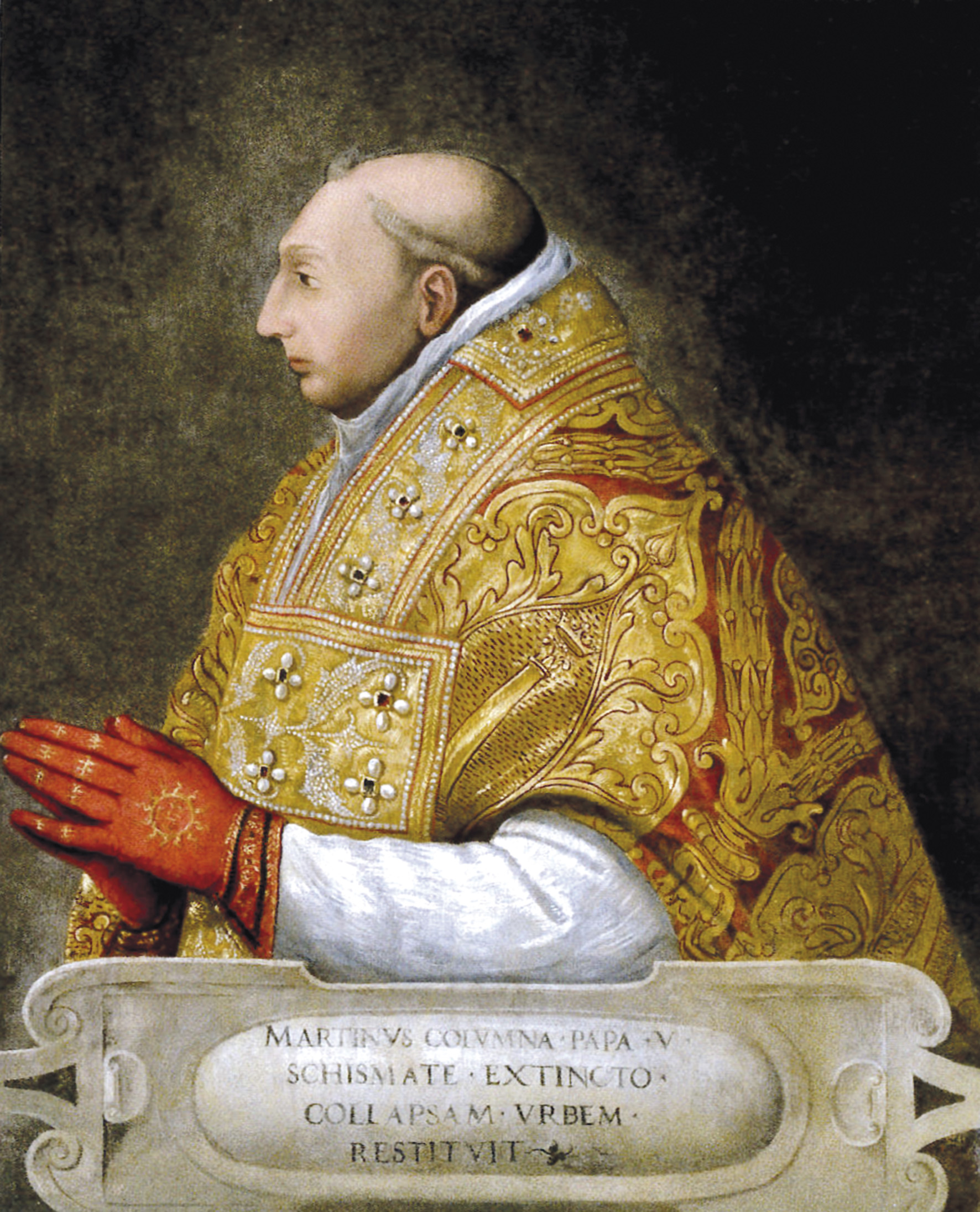
Martin V. (1368–1431)

- Martin van Oedt († 1536), Priester und Generalvikar in Köln
- Martín Vázquez, Rafael (* 1965), spanischer Fußballspieler
- Martín Velasco, Juan (1934–2020), spanischer römisch-katholischer Priester, Philosoph und Theologe
- Martín Villa, Rodolfo (* 1934), spanischer Politiker und Unternehmer
- Martin von Blya († 1457), Titularbischof und Weihbischof in mehreren Bistümern
- Martin von Braga, pannonischer Mönch und Erzbischof
- Martin von Cochem (1634–1712), deutscher katholischer Priester des Kapuzinerordens und religiöser Volksschriftsteller
- Martin von Golin, Freibeuter
- Martin von Klausenburg, siebenbürgischer Bronzegießer
- Martin von Laon (819–875), Gelehrter irischer Abstammung
- Martin von Leibitz († 1464), Abt des Wiener Schottenstiftes, Vertreter der Melker Reform
- Martin von Lynow, Elekt von Kulm und Priester des Deutschen Ordens
- Martin von Margat, Mundschenk von Antiochia
- Martin von Meißen († 1190), Bischof von Meißen (1170–1190)
- Martin von Polheim († 1399), 36. Abt des Benediktinerstiftes Kremsmünster
- Martin von Regenstein (1570–1597), Abt des Klosters Michaelstein bei Blankenburg
- Martin von Tours († 397), dritter Bischof von ToursMartin von Tours († 397)

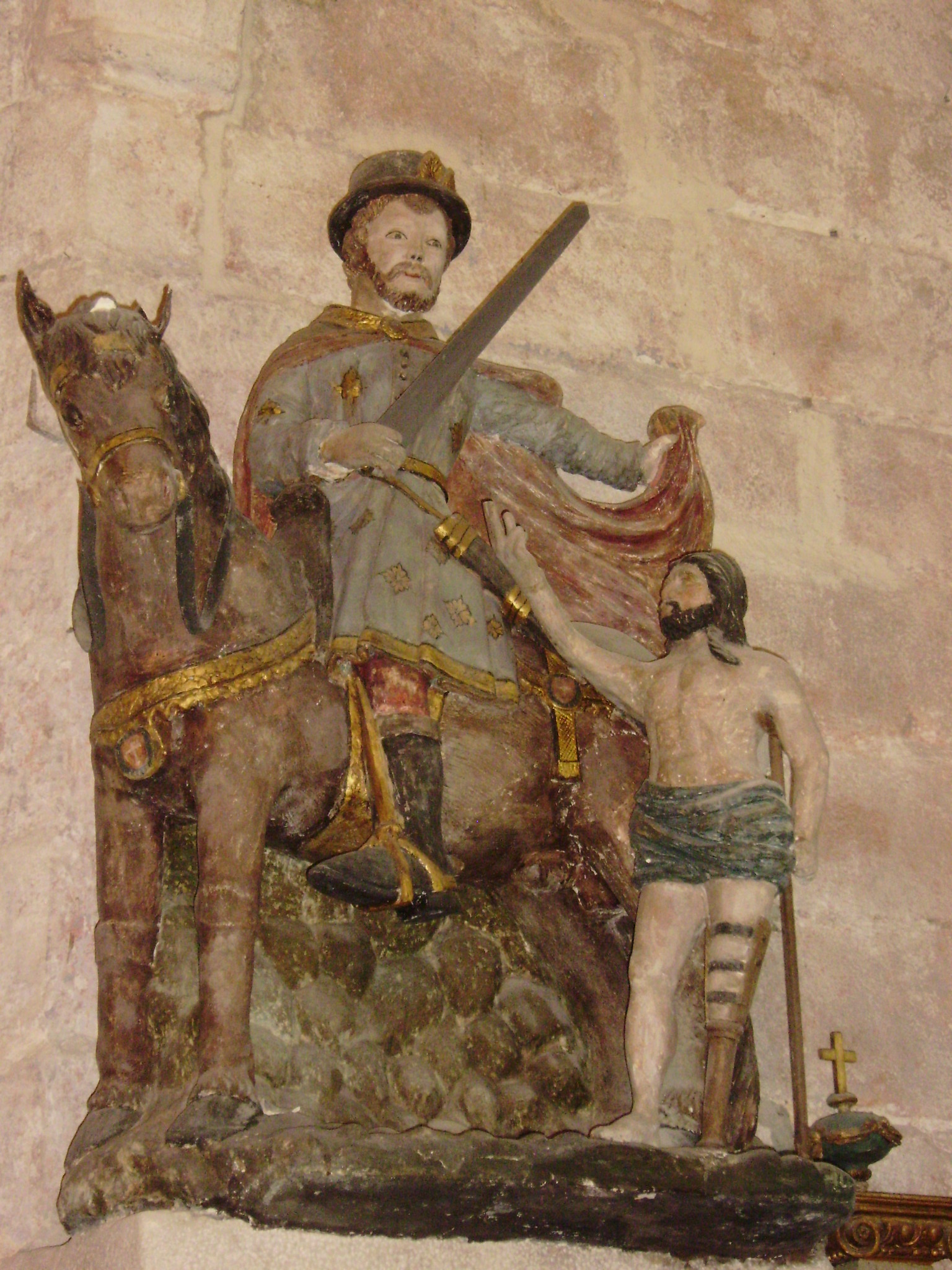
Martin von Tours († 397)

- Martin von Troppau, Dominikaner und Chronist
- Martin von Vertou (527–601), französischer Einsiedler und Klostergründer

### Martin Y
- Martín y Pérez de Nanclares, José (* 1965), spanischer Jurist
- Martín y Soler, Vicente († 1806), spanischer Komponist

### Martin Z
- Martín Zabala, José Luis (* 1953), spanischer Comicautor, Autor und Herausgeber

### Martin-A
- Martin-Achard, Robert (1919–1999), Schweizer evangelischer Geistlicher und Hochschullehrer
- Martin-Amorbach, Oskar (1897–1987), deutscher Maler

### Martin-C
- Martin-Chauffier, Louis (1894–1980), französischer Journalist und Schriftsteller

### Martin-D
- Martin-Deschamps, Mireille, französische Mathematikerin und Hochschullehrerin
- Martin-Dye, John (1940–2022), britischer Schwimmer

### Martin-E
- Martin-Etxebarria, Diego (* 1979), spanischer Dirigent

### Martin-F
- Martin-Fenouillet, Luc-Ewen, französischer Spezialeffektkünstler
- Martin-Feuillée, Félix (1830–1898), französischer Rechtsanwalt und Politiker
- Martin-Franklin, Alberto (1876–1943), italienischer Diplomat und Politiker, Gesandter in Mexiko und Rumänien, Botschafter in Chile, Argentinien, Polen sowie Belgien und Senator
- Martin-Fröhling, Katrin, deutsche Autorin

### Martin-G
- Martin-Gehl, Iris (* 1956), deutsche Juristin, Rechtsanwältin und Politikerin (parteilos); MdL Thüringen; Mitglied des Thüringer Verfassungsgerichtshofs
- Martin-Gousset, Nasser (* 1965), französischer Tänzer und Choreograph
- Martin-Green, Sonequa (* 1985), US-amerikanische SchauspielerinSonequa Martin-Green (* 1985)

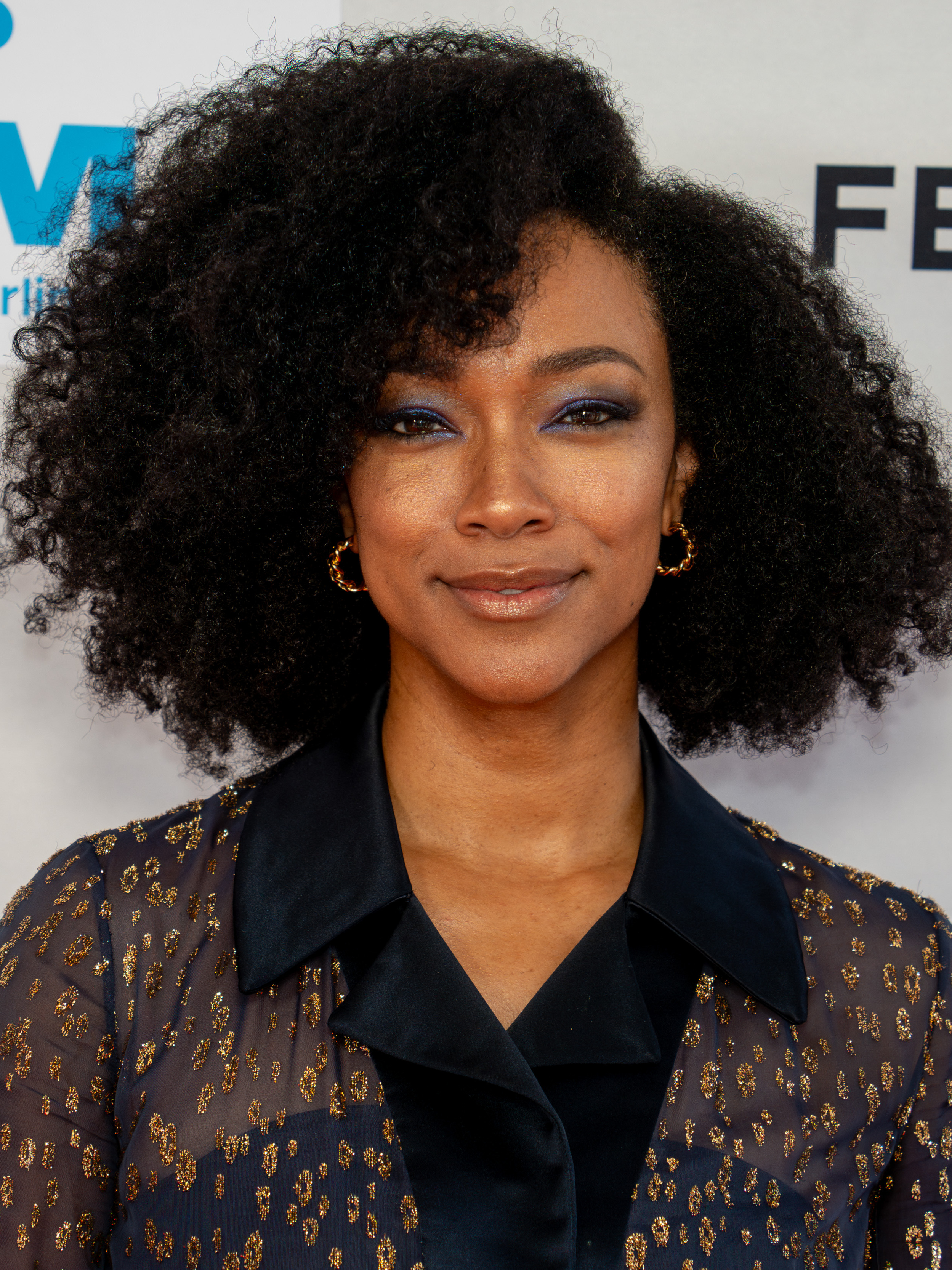
Sonequa Martin-Green (* 1985)

### Martin-J
- Martin-Jenkins, Christopher (1945–2013), britischer Cricketjournalist
- Martin-Jones, Ruth (* 1947), britische Weitspringerin, Fünfkämpferin und Sprinterin

### Martin-K
- Martin-Kilcher, Stefanie (* 1945), Schweizer Archäologin

### Martin-L
- Martin-Lalande, Patrice (* 1947), französischer Politiker
- Martin-Laval, Pierre-François (* 1968), französischer Schauspieler, Filmregisseur und Drehbuchautor
- Martin-Liao, Tienchi (* 1947), chinesische Autorin und Übersetzerin; Vorsitzende des PEN Centers Taipei
- Martin-Löf, Per (* 1942), schwedischer mathematischer Logiker und Philosoph
- Martin-Lugand, Agnès (* 1979), französische Romanautorin

### Martin-O
- Martin-Ondieki, Lisa (* 1960), australische Langstreckenläuferin und Olympiazweite

### Martin-P
- Martín-Prieto, Cristina (* 1993), spanische Fußballspielerin

### Martin-S
- Martín-Santos, Luis (1924–1964), spanischer Schriftsteller und Psychiater

### Martin-V
- Martin-Villalba, Ana (* 1971), spanische Krebsforscherin und Medizinerin
- Martin-Virolainen, Katharina (* 1986), russlanddeutsche Autorin und Kulturschaffende